# Diocèse de Fano-Fossombrone-Cagli-Pergola
Le diocèse de Fano-Fossombrone-Cagli-Pergola (en latin : Dioecesis Fanensis-Forosemproniensis-Calliensis-Pergulana ; en italien : Diocesi di Fano-Fossombrone-Cagli-Pergola) est un diocèse de l'Église catholique en Italie, suffragant de l'archidiocèse de Pesaro et appartenant à la région ecclésiastique des Marches.

## Territoire
Le diocèse est situé dans la province de Pesaro et d'Urbino ; l'autre partie de la province étant gérée par les
archidiocèses de Pesaro et Urbino-Urbania-Sant'Angelo in Vado et les diocèses de Senigallia, Gubbio, Rimini et Saint-Marin-Montefeltro. Il possède aussi les fraziones de Palazzo et Nidastore de la commune d'Arcevia qui se trouve dans la province d'Ancône dont l'autre fraction est partagée par les archidiocèses de Camerino-San Severino Marche et Ancône-Osimo, les diocèses de Jesi et Fabriano-Matelica et la prélature de Lorette. Son territoire est d'une superficie de 1 100 km2 divisé en 74 paroisses regroupées en 5 archidiaconés. L'évêché est à Fano où se trouve la cathédrale de l'Assomption. Le diocèse possède quatre cocathédrales : Saint André à Pergola, Saints Ildebrande et Augustin de Fossombrone et l'Assomption à Cagli qui a aussi le rang de basilique mineure tout comme les églises de Saint Paternien à Fano, Saint Laurent à San Lorenzo in Campo et celle du monastère de Fonte Avellana. À Fossombrone, les frères mineurs capucins conservent le corps du bienheureux Benoît d'Urbin.

## Histoire
Le diocèse actuel est le fruit de l'union de quatre sièges épiscopaux à la suite du décret Instantibus votis de la congrégation pour les évêques du 30 septembre 1986.

### Diocèse de Fano
Les origines du diocèse sont incertaines. Selon la tradition, l'évangélisation de Fano est due au passage dans la ville de l'apôtre saint Pierre puis de saint Apollinaire. Historiquement, les premières données datent de la fin du Ve siècle avec l'évêque saint Vital qui, en 499 est présent au concile de Rome de 499 organisé par le pape Symmaque et qui signé les décrets portant le titre d'évêque de Fano ; de même saint Eusèbe, un peu plus tard, signe ceux du synode du 6 novembre 502. En accord avec ces sources, nous pouvons sans aucun doute affirmer que le diocèse de Fano remonte au moins à la fin du Ve siècle.
Le diocèse de Fano est immédiatement soumis au Saint-Siège, statut qu’il détient jusqu’en 1986. Parmi les premiers évêques de Fano, nous nous souvenons de Fortunat, récipiendaire en 596 d'une lettre de Grégoire Ier ; Scholastic, qui prend part au concile de Latran de 649 où le monothélisme est condamné ; Dominique, qui en 680 figure parmi les évêques qui renouvellent cette condamnation au concile de Rome de 680 appelé par le pape Agathon ; et encore Aimé, Maur et Agripert, qui participent aux conciles romains, respectivement en 743, 769 et 826.
Entre 755 et 774, le centre religieux de Fano est offert à l'Église par les Francs de Pépin le Bref et de Charlemagne. Bien que ce territoire soit sous domination directe des papes, il maintient une certaine autonomie. En 1335, le pape Benoît XII charge la famille Malatesta de gérer le vicariat de la ville. Cependant, ils restent jusqu'en 1463 à la suite des rébellions populaires des habitants de Fano contre Sigismond Malatesta. Ces révoltes visent à obtenir une gestion complètement ecclésiastique ; à partir de cette date, l’Église place un gouverneur papal à la tête du territoire.
Au XVIe siècle, le siège de Fano est occupé par l'un des plus illustres théologiens du siècle, le cardinal dominicain Pietro Bertani, qui participe au concile de Trente ; il est également nonce apostolique auprès de l'empereur Charles Quint ; à Fano, il favorise plusieurs travaux publics, notamment la fontaine de la Piazza Maggiore et l'église saint Paternien. Les évêques de Fano qui suivent mettent en œuvre les décrets de réforme du concile de Trente. L'évêque Francesco Rusticucci fonde le séminaire en 1575. Giulio Ottinelli célèbre le premier synode diocésain, s'occupe du séminaire nouvellement érigé, fait venir l'ordre des Minimes et accueille le pape Clément VIII, originaire de Fano. Au cours de cette même période, les évêques de Fano se voient confier des missions diplomatiques au nom du Saint-Siège. Outre Pietro Bertani susmentionné, nous pouvons mentionner Ippolito Capilupi, nonce à Venise de 1561 à 1565 ; Giulio Ottinelli, nonce de la maison de Savoie jusqu'en 1592 ; Tommaso Lapis (1603-1622) qui est pendant une courte période nonce en Pologne puis en Espagne ; Giulio Cesare Sacchetti (1626-1635), légat apostolique à Ferrare et à Bologne ; Angelo Maria Ranuzzi, qui est envoyé comme nonce extraordinaire à Paris en 1683.
Pendant la période napoléonienne, le diocèse connaît des moments difficiles, notamment aux dépens de leurs évêques. Antonio Gabriele Severoli est exilé par les Français à Castrocaro, tandis que son successeur Francesco Paolucci Mancinelli est emprisonné et exilé de 1809 à 1814. C’est Nicola Serarcangeli (1817-1833) qui ravive le destin du diocèse après cette période agitée, il visite plusieurs fois son diocèse, restaure le séminaire, introduit l’institut des pieuses maîtresses Venerini, rouvre les monastères de moniales. Après l'unité italienne, Mgr Vespasiani est jugé et emprisonné le jeudi saint 17 avril 1862 pour avoir défendu les droits de l'Église contre les abus de l'État unitaire. À la demande de Mgr Vincenzo Franceschini (1896-1916), le pape Pie X fonde le séminaire régional des Marches à Fano. Son successeur, Giustino Sanchini (1916-1937) fonde le Bulletin officiel du diocèse.

### Diocèse de Fossombrone
Le nom de l'ancienne ville de Fossombrone semble provenir du Forum Sempronii, du triumvirat Caius Gracchus, arrive dans ce lieu vers 133 av. J.-C. pour la mise en œuvre de la réforme agraire. L'évangile du Christ est apporté dans cette région par saint Félicien de Foligno, vers le IIIe siècle. Sous Dioclétien, de nombreux chrétiens sont martyrisés. Encore aujourd'hui, les restes des martyrs Maren, Fravite, Urbain, Vincent et Martinien sont conservés dans la cathédrale, tandis que ceux des martyrs Aquilien, Gémin, Gélase, Magne, Donat et Thimotée sont conservés dans l'église Saint Philippe. Beaucoup de ces saints sont mentionnés dans le martyrologe hiéronymien, ce qui atteste l'ancienneté de la présence chrétienne sur le territoire.
Du point de vue historique, le diocèse de Fossombrone est attesté avec certitude lors du pontificat du pape Simmaque (498-514) ; Innocent,  episcopus ecclesiae Forosemproniensis, fait également partie des évêques qui prennent part aux conciles de 499 et 502. On connaît l'évêque Paul vers le milieu du VIe siècle. En 559, il est mentionné dans une lettre du pape Pélage Ier pour avoir refusé de signer la condamnation des Trois Chapitres. Au Ve siècle, les raids barbares des Goths dévastent la ville. Après la bataille remportée par le général byzantin Narsès, Fossombrone passe sous l'exarchat de Ravenne et fait partie du Pentapoli Annonaria avec Urbino, Cagli, Gubbio et Jesi. Au VIIIe siècle, la ville est détruite par les Lombards dirigés par Liutprand et reconstruite par la suite. En cette période de turbulences, il n'existe plus de documents sur les évêques de Fossombrone avant le IXe siècle, date à laquelle la présence d'évêques est documentée dans les conciles romains de 826, 853 et 869.
En 1057, pour résoudre l'état de pauvreté de l'évêque de Fossombrone, le pape Victor sépare une partie du diocèse de Senigallia et l'attribue à la mense épiscopale de Fossombrone avec tous ses droits ecclésiastiques et féodaux ; ainsi Loretello, Nidastore, Montesecco, San Pietro et Palazzo (actuellement fraziones d'Arcevia) intègre le diocèse de Fossombrone. L'évêque de Senigallia n'accepte pas cette amputation et les querelles avec Fossombrone durent près de deux cents ans. Les limites du diocèse sont définies par la bulle du pape Honorius III du 19 mai 1224. Dans la première moitié du XIIIe siècle, le siège de l'évêque est occupé par saint Aldebrand (it) (vers 1230-1250), chanoine de Santa Maria di Porto près de Ravenne , prévôt de la cathédrale de Rimini et prédicateur contre la pataria de Rimini ; élu évêque de Fossombrone probablement vers le milieu de 1230, il se préoccupe principalement de reconstruire la cathédrale et réorganise la situation patrimoniale de son diocèse. Il est vénéré comme le saint patron de Fossombrone.
Le 4 juin 1563, le diocèse qui était immédiatement soumis au Saint-Siège, intègre une partie de la province ecclésiastique de l'archidiocèse d'Urbino. En 1581, Mgr Ottavio Accoramboni fonde le séminaire et célèbre les premiers synodes selon les indications du concile de Trente. À l'époque napoléonienne, Mgr Giulio Maria Alvisini (1808-1823) refuse de prêter serment d'allégeance à Napoléon Ier et envoyer pour cela envoyé en exil pendant six ans. Après l'unification de l'Italie, l'évêque Filippo Fratellini (1851-1884) est jugé pour avoir réagi à une circulaire ministérielle insultante contre l'épiscopat.

### Diocèse de Cagli
La région possède une position favorable grâce à la Via Flaminia ce qui permet l’évangélisation depuis les premières années des communautés chrétiennes. Selon Louis Duchesne, le diocèse de Cagli est historiquement établi uniquement à partir du VIIIe siècle, dérivé de l'ancien siège de Pitinum Mergens situé à 8 km2 de Cagli avec l'évêque Roman qui participe au concile romain convoqué par le pape Simmaque en 499. La tradition attribue au diocèse deux autres évêques, Grécian, présent au concile de Rimini en 359, et Vatican, présent à Rome en 502 lors d'un autre concile appelé par le pape Simmaque. Cependant, leur attribution est incertaine, car les leçons tirées des manuscrits ne garantissent pas leur appartenance à Cagli. Cette difficulté se pose également à de nombreux autres évêques attribués à Cagli au cours du premier millénaire chrétien.
Après la chute de l'empire romain d'Occident, le diocèse voit l'arrivée des barbares ; cependant, il est épargné des incendies et des destructions, grâce également à son emplacement favorable. Plus tard, ce territoire est dominé par les Goths, les Byzantins, puis les Lombards. Enfin, le pape Étienne II (752-757), grâce à l’aide de Pépin le Bref, roi des Francs, parvint à arracher le territoire de Cagli aux Lombards. À partir de cette période, les premiers évêques de Cagli sont attestés avec certitude : Jovian, fait partie des pères du concile de Latran appelé par le pape Étienne III en 769 pour déposer l'antipape Constantin II ; Adelfred est présent à Rome en 774 lors de l'arrivée du roi franc Charlemagne ; Passif, André et Martin, qui prennent part aux conciles romains, respectivement en 826, 853 et 861.
La seconde moitié du XIIe siècle est marquée par la présence sur le trône de l'évêque de Cagli de saint Rainier (it), ami de saint Ubald, évêque de Gubbio ; Rainerio est évêque de Cagli de 1160 à 1175, année de son transfert au siège de l'archidiocèse de Split-Makarska, où il meurt, tué pour avoir défendu les biens de l'Église en 1180. Le 4 juin 1563, le diocèse est jusqu'alors immédiatement soumis au Saint-Siège, devint suffragant de l'archidiocèse d'Urbino. L'évêque Giovanni Battista Torleoni (1565-1567) est le premier à appliquer les décrets du concile de Trente en organisant deux synodes diocésains. L'établissement du séminaire épiscopal en juin 1644 est dû à Pacifico Trani. Au XVIIe siècle, la cathédrale de Cagli est reconstruite. Le travail de reconstruction, commencé par Mgr Trani en 1646, est achevé par Andrea Tamantini, qui consacre solennellement le nouvel édifice le 10 octobre 1677.
Au cours de l'épiscopat de Lodovico Agostino Bertozzi, la ville de Cagli est frappée par un terrible tremblement de terre le 3 juin 1781, et l'évêque lui-même est sauvé lors de l'effondrement partiel de la cathédrale. Bertozzi s'engage personnellement à collecter les fonds nécessaires à la reconstruction de la cathédrale et des bâtiments détruits de la ville. À partir du 18 janvier 1819, le diocèse de Cagli est uni aeque principaliter au diocèse de Pergola érigé en prenant une partie du territoire de Cagli.

### Diocèse de Pergola
Au début du XIXe siècle, les territoires du futur diocèse de Pergola vivent dans une situation assez complexe, étant soumis à diverses juridictions ecclésiastiques. La plus grande partie de la ville de Pergola et de son territoire appartenait au diocèse de Gubbio ; une autre partie faisait partie du diocèse de Nocera Umbra ; ces territoires étaient ce qui restait de l'ancien duché de Spolète et du gastald de Nocera ; de plus, l'abbaye territoriale de
Nonantola exerçait sa juridiction sur la paroisse de San Marco ; l'abbaye de Sitria avait compétence sur la paroisse de Santa Maria sur la Piazza Grande, et celle de Fonte Avellana sur la paroisse de Sant'Andrea ; enfin, le diocèse de Cagli était enclavé avec la paroisse de San Biagio.
Malgré l'opposition de l'évêque de Gubbio, le pape Pie VII unit tous ces territoires pergolais au diocèse de Cagli par la bulle Romani Pontifices du 31 janvier 1818. Le 25 mai suivant, Mgr Carlo Monti est nommé évêque du diocèse élargi de Cagli. Cependant, à la demande des habitants de Pergola, la ville et son ancien territoire, auxquels s’ajoute une partie du territoire soustrait à Cagli, sont élevés au rang de diocèse par le même pape par la bulle Commissa tenuitat du 18 janvier 1819 ; dans le même temps, le nouveau diocèse de Pergola est uni aeque principaliter au diocèse de Cagli.
Le diocèse possède sa propre cathédrale dans la grande église Saint Augustin construite par l'ordre de Saint Augustin et restaurée avec l'aide du pape Grégoire XVI et achevée en 1841. Les augustins sont transférés dans l'imposante église de San Francesco, abandonnée par les franciscains conventuels. Le palais épiscopal est construit dans le couvent de Sant'Agostino, avec le séminaire. Au début du XXe siècle, Mgr Ettore Fronzi (1908-1918) décide de fermer le séminaire de Pergola et de transférer les séminaristes au seul séminaire de Cagli.
Le 8 juillet 1836, par le bref apostolique Bonum pastorem, le pape Grégoire XVI supprime l'abbaye nullius de San Lorenzo in Campo et incorpore son territoire au diocèse de Pergola. En 1984, le diocèse acquiert la paroisse de San Bartolomeo Martire de Percozzone, une frazione de Pergola, qui était jusque-là soumis aux évêques de Nocera Umbra et de Gualdo Tadino.

### Diocèse de Fano-Fossombrone-Cagli-Pergola
Le 1er juin 1973, Costanzo Micci est nommé évêque de Fano et de Fossombrone et, le 15 janvier 1977, évêque de Cagli et de Pergola unissant ces diocèses in persona episcopi.
Le 30 septembre 1986, avec le décret Instantibus votis de la congrégation pour les évêques, l'union complète des diocèses de Fano, Fossombrone, Cagli et Pergola est réalisée et le nouveau district ecclésiastique prend son nom actuel en devenant suffragant de l’archidiocèse d’Urbino-Urbania-Sant'Angelo in Vado. En 1990, deux paroisses de la municipalité de Piobbico (San Donato et Santa Maria) sont annexées à l'archidiocèse d'Urbino-Urbania-Sant'Angelo in Vado. Par la bulle pontificale "Quo maiori" du 11 mars 2000, Urbino perd la dignité métropolitaine qui est transférée à Pesaro élevée en archidiocèse métropolitain ; Fano-Fossombrone-Cagli-Pergola et Urbino-Urbania-Sant'Angelo in Vado devenant suffragants de Pesaro.
Le musée diocésain est inauguré le 14 décembre 2013 dans les locaux de l'ancien séminaire régional pontifical. Il est divisé en deux sections : une section d'objets épigraphiques, ornementaux et figuratifs et l'autre par des œuvres d'un intérêt historique, artistique et liturgique considérable et varié.

## Sources
- http://www.catholic-hierarchy.org